# Никола Калъпчиев
Никола Калъпчиев с псевдоним Иван е деец на БРП (к). Участник в Съпротивителното движение по време на Втората световна война, партизанин от Горноджумайската чета.

## Биография
Никола Калъпчиев е роден през 1914 година в горноджумайското село Грамада, днес квартал на Благоевград. Активен деец на РМС и БКП, в която членува от 1932 година. В 1934 година се установява с София и работи като работник във фабрика. В 1935 година се връща в Горна Джумая и през декември става секретар на Околийския комитет на БКП, през март 1937 г. е секретар на Окръжния комитет и завеждащ Военната комисия. Отговаря за Светиврачка и Петричка околия. В края на 1938 година е арестуван и осъден на седем години и половина. През 1940 година е освободен и отново започва да работи в Окръжния комитет на БРП (к).
След като комунистическата партия решава на 24 юни 1941 година да започне въоръжена борба с правителството, Калъпчиев е натоварен с организацията на Светиврачко и Петричко. През юли излиза в нелегалност заедно с Гроздан Николов, Станой Крекмански, Арсо Поптодоров и е сред основателите на Горноджумайската партизанска чета. Партизанин е и неговия брат Стефан Калъпчиев. През октомври 1941 година е заловен при село Цървище, но успява да избяга и се укрива в дома си в Горна Джумая. Осъден е задочно два пъти на смърт по Закона за защита на държавата през март и април 1942 година. При полицейска блокада в Горна Джумая е открит в бащиния си дом и загива в ожесточена престрелка на 6 май 1942 г.
Горноджумайският партизански отряд, създаден през пролетта на 1943 година, е наименуван „Никола Калъпчиев“.